# Горовець Леонід Борисович
Леоні́д Бори́сович Горове́ць (7 жовтня 1950, Київ — 10 лютого 2013, Київ) — радянський, український та ізраїльський кінорежисер, режисер-документаліст, педагог. Заслужений діяч мистецтв України (2009).

## Загальні відомості
1973 рік — закінчив Київський державний університет ім. Тараса Шевченка.
1979 рік — закінчив кінофакультет Державного інституту театрального мистецтва імені Івана Карпенка-Карого (майстерня Абрама Народицького).
1979—1985 роки — режисер-постановник Київнаукфільму.
Поставив художні фільми «Родима пляма» (1987), «Галявина казок» (1988).
1990 року поставлений ним художній фільм «Дамський кравець» отримав премію авторського кіно в Санремо за найкращий режисерський дебют.
Згодом жив і працював у Тель-Авіві. Викладав на кіновідділенні Тель-Авівського університету, працював на телебаченні, створив кілька цікавих фільмів.
На початку 2007 року повернувся до Києва, де знімав фільми.

## Фільмографія
- «Родима пляма» (1987, новела з кіноальманах «У пошуках виходу»)
- «Галявина казок» (1988)
- «Дамський кравець» (1990) — Премія МКФ авторського кіно в Сан-Ремо, Італія — за найкращий режисерський дебют
- «Кава з лимоном» (1994, сценарист і режисер; Ізраїль—Росія)
- «Інгелє» (2005, Ізраїль)
- «Справжнє чудо» (2007, режисер і продюсер, Ізраїль)
- «Торкнутися неба» (2008, Росія—Україна)
- «Король, дама, валет» (2008, комедія, Росія—Україна)
- «Чоловік моєї вдови» (2008, сценарист і режисер; Литва—Україна)